# Xã Tower Hill, Quận Shelby, Illinois
Xã Tower Hill (tiếng Anh: Tower Hill Township) là một xã thuộc quận Shelby, tiểu bang Illinois, Hoa Kỳ. Năm 2010, dân số của xã này là 1.227 người.